# Савельев, Александр Евграфович
Александр Евграфович Савельев (1882 — 1949) — капитан 4-го железнодорожного батальона, герой Первой мировой войны, участник Белого движения.

## Биография
Сын донского историка-любителя, отставного надворного советника Евграфа Петровича Савельева (1860—1930).
Окончил Новочеркасское реальное училище и Институт инженеров путей сообщения со званием техника путей сообщения. В 1908 году окончил Алексеевское военное училище, откуда выпущен был подпоручиком в 4-й железнодорожный батальон. Произведен в поручики 14 июня 1911 года.
В Первую мировую войну вступил в составе 4-го железнодорожного батальона. Удостоен ордена Св. Георгия 4-й степени
За то, что 3 ноября 1914 года у станции Пнево, лично руководя работами под сильным и действительным огнем неприятеля и, будучи при этом контужен, исправил мост и железнодорожное полотно, что дало возможность спасти шесть поездов с военным грузом, а 12 и 13 ноября приняв в свое командование блиндированный поезд, рассеял неприятельские части, восстановил сообщение, поправляя при этом неоднократно под огнем противника испорченный путь, и отвел два поезда с огнестрельными припасами и продовольствием, в которых сильно нуждались наши войска в гор. Лодзи.
Произведен в штабс-капитаны 9 января 1916 года «за выслугу лет», в капитаны — 4 февраля того же года. 18 августа 1916 года переведен во 2-й отдельный тепловозный железнодорожный батальон.
В Гражданскую войну участвовал в Белом движении в составе Вооруженных сил Юга России, полковник. В январе—марте 1920 года эвакуировался из Новороссийска в Югославию.
В эмиграции в Болгарии, затем в Югославии. Служил в Министерстве путей сообщения, был инженером-строителем, состоял членом Союза русских инженеров. В 1942 году переехал в Германию к своей дочери. Скончался в 1949 году в Мюнхене.

## Семья
Был женат на Зинаиде Ивановне Одноглазковой. Их дети:
- Владимир (1917—1981), окончил Русско-сербскую гимназию в Белграде (1939).[2]
- Татьяна (1920—2006), окончила Русско-сербскую гимназию в Белграде (1940). В 1942 году переехала в Германию, в 1947 году — вместе с мужем в Венесуэлу. Была замужем за инженером Борисом Евгеньевичем Плотниковым (1920—2017), сыном полковника Е. Б. Плотникова. Имела четверых сыновей.[3]

## Награды
- Орден Святой Анны 4-й ст. с надписью «за храбрость» (ВП 15.03.1916)
- Орден Святого Георгия 4-й ст. (ВП 31.03.1916)
- Орден Святого Станислава 3-й ст. с мечами и бантом (ВП 31.12.1916)
- Орден Святого Станислава 2-й ст. с мечами (ВП 23.01.1917)